# فابولا نوا کریستالیس فاینال فانتزی
فابولا نوا کریستالیس فاینال فانتزی (به ژاپنی: ファブラ ノヴァ クリスタリス ファイナルファンタジー Fabura Nova Kurisutarisu Fainaru Fantajī) یک سری بازی ویدئویی به سبک نقش‌آفرینی که توسط شرکت ژاپنی اسکوئر انیکس ساخته و منتشر شده‌است.

## یادداشت
1. ↑  In the interview, Yoshinori Kitase does not say which deity the logo depicts, instead suggesting people speculate on its identity.
2. ↑  Additional developers were brought on for some entries, such as Lightning Returns, Final Fantasy Agito and Final Fantasy XV.